# Braunsbedra
Braunsbedra is een plaats in de Duitse deelstaat Saksen-Anhalt, gelegen in de Landkreis Saalekreis. De plaats telt 10.426 inwoners.

## Delen van Braunsbedra
| - Frankleben - Großkayna - Krumpa - Leiha - Lunstädt - Neumark | - Neumark-Nord - Reipisch - Roßbach - Roßbach-Süd - Schortau |

Bad Dürrenberg ·
Bad Lauchstädt ·
Barnstädt ·
Braunsbedra ·
Farnstädt ·
Kabelsketal ·
Landsberg ·
Leuna ·
Merseburg ·
Mücheln (Geiseltal) ·
Nemsdorf-Göhrendorf ·
Obhausen ·
Petersberg ·
Querfurt ·
Salzatal ·
Schkopau ·
Schraplau ·
Steigra ·
Teutschenthal · 
Wettin-Löbejün